# Glossosoma discophorum
Glossosoma discophorum är en nattsländeart som beskrevs av František Klapálek 1902. Glossosoma discophorum ingår i släktet Glossosoma och familjen stenhusnattsländor. Inga underarter finns listade i Catalogue of Life.